# Conchotopoda leptocerca
Conchotopoda leptocerca is een rechtvleugelig insect uit de familie sabelsprinkhanen (Tettigoniidae). De wetenschappelijke naam van deze soort is voor het eerst geldig gepubliceerd in 1876 door Stål.
1. ↑  (en) Conchotopoda leptocerca op de IUCN Red List of Threatened Species.